# Suling
Suling, auch seruling (indonesisch „Flöte“), bezeichnet mehrheitlich längs geblasene Flöten und einige Querflöten aus Bambus, die im Malaiischen Archipel von Malaysia und Indonesien bis zu den südlichen Philippinen gespielt werden. Eine Längsflöte mit Außenkernspalte ist das einzige Blasinstrument im gamelan von Java und Bali und gehört in Westjava zu mehreren kammermusikalischen Ensembles. In einigen Regionen Nordsumatras ist die suling eine kurze Querflöte, in Aceh wird eine dünne, suleng genannte Längsflöte gespielt. Mehrere, überwiegend lange Längsflötentypen der Minangkabau in Westsumatra heißen saluang. In Südsulawesi kommen quer geblasene suling vor. In Malaysia sind die suling-Typen ebenfalls überwiegend Querflöten, die suling von Mindanao sind den javanischen Längsflöten ähnlich.

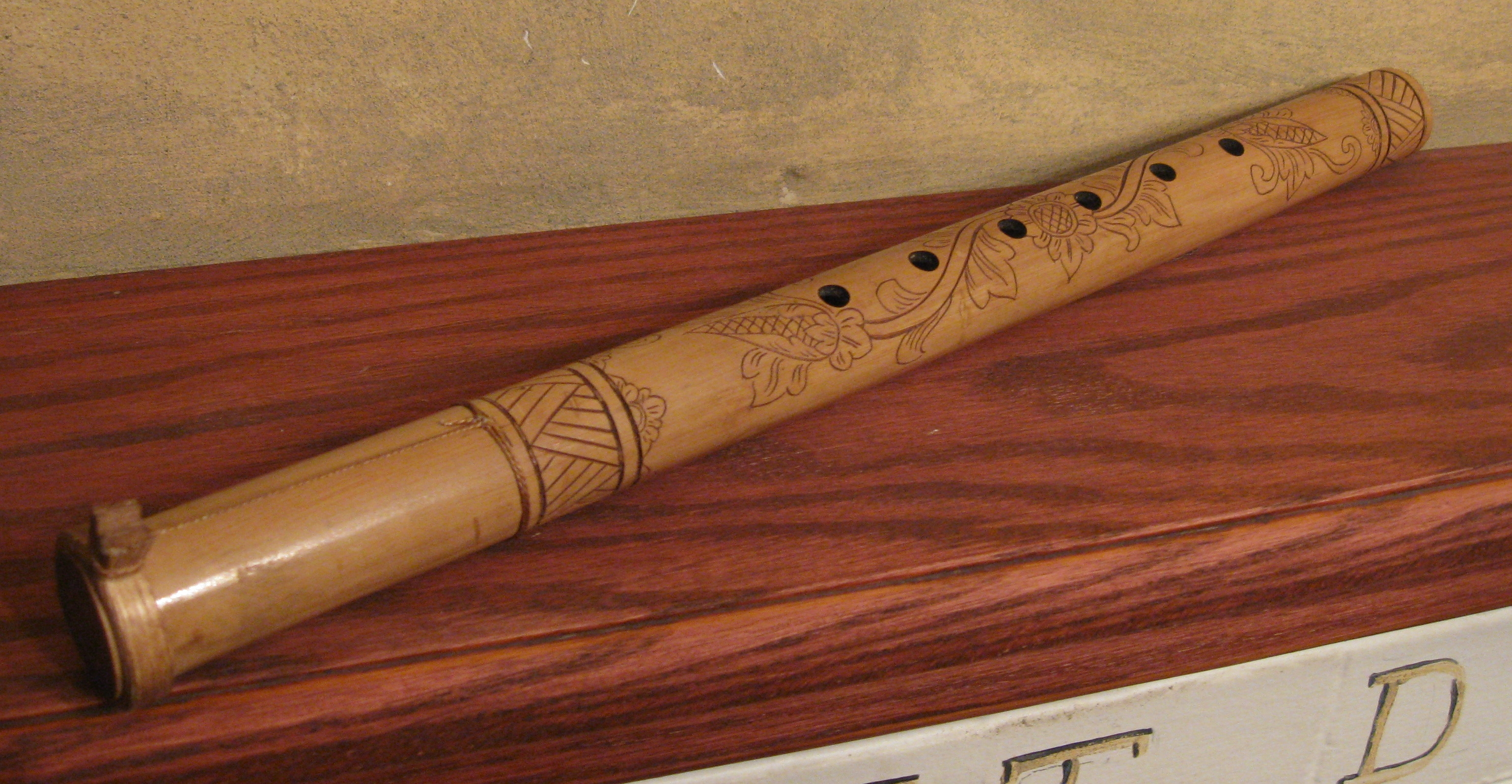
Javanische suling mit Außenkernspalte (Bandflöte, englisch ring flute). Links: äußerer Windkanal und Schneidenkante durch Ring überdeckt.

## Herkunft und Verbreitung

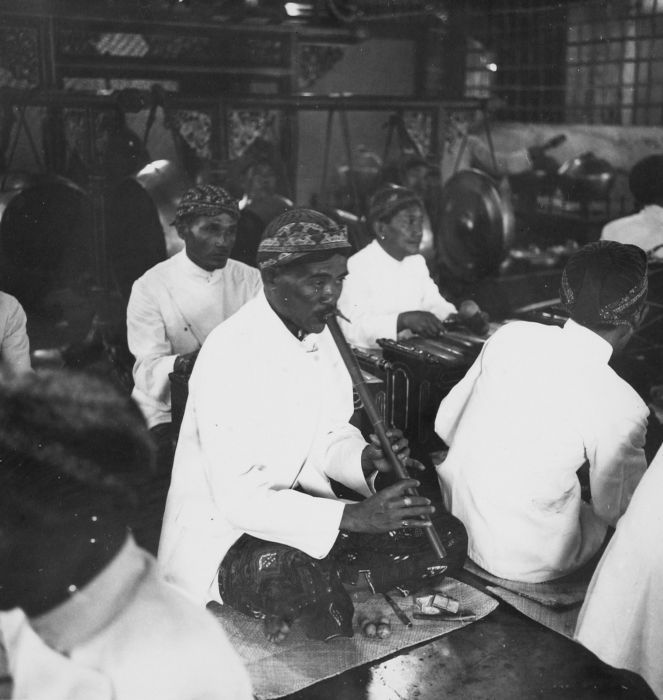
Lange suling in einem javanischen gamelan. Aufnahme des Musikethnologen und gamelan-Spielers Ernst Heins, 1966

Bambusflöten sind in Südostasien weit verbreitet und kommen in zahlreichen Varianten bis in die Musik Neuguineas vor. Allein die Universität der Philippinen besitzt eine Sammlung von mehreren Dutzend verschiedenen Bambusflöten des Landes, zu denen die vielen einheimischen Sprachgruppen über 50 Namen geprägt haben; neben suling unter anderem paldong, palendag, kalaleng, lagtuban, lantoy, ongiyong, plawta, taladi, tappang, tongale und bansi. Zur höfischen Musik und Volksmusik von Kambodscha und Thailand gehört die längs geblasene Bambusflöte khlui mit Kernspalt.
In Indonesien ist der vermutlich häufigste Flötentyp die längsgeblasene Bambusflöte mit Außenkernspalte (Bandflöte), die neben Java und Bali auch in Sulawesi üblich ist. Mehrheitlich zum selben Typ gehört die saluang in Sumatra. In Sulawesi, Sumatra und anderen Inseln kommen daneben auch Kernspaltflöten mit innerem Kernspalt vor. Lediglich regional verbreitet sind Nasenflöten und Panflöten, letztere im Norden Myanmars, in Thailand, Westjava, Flores, Timor und Neuguinea. Querflöten sind wenig bekannt, sie werden hauptsächlich von den Toraja in Südsulawesi und von Batak-Gruppen in Nordsumatra gespielt.
In den ersten nachchristlichen Jahrhunderten prägten indische Händler und Missionare einen bis heute spürbaren Einfluss auf die Kultur Südostasiens. Der indische Einfluss auf das mittelalterliche Reich der Khmer im heutigen Kambodscha und das Sailendra-Reich auf Java ist für den Bereich der Musik nur an relativ wenigen Musikinstrumenten erkennbar, die auf Reliefs in Angkor und am Borobudur (8. Jahrhundert) abgebildet sind. Hierzu zählen in Angkor Sanduhrtrommeln, die verschwundene Bogenharfe (Khmer pinn, von Sanskrit bin, vina), die Stabzither kse diev und das Schneckenhorn saing (von sankh). Auffällig ist das heute fast völlige Fehlen von Querflöten, die an mittelalterlichen indischen Tempeln häufig abgebildet sind und in der indischen Musik einen bedeutenden Platz einnehmen (Sanskrit vamsha, bekannt als bansuri). In der hindu-javanischen Periode (bis zum 15. Jahrhundert) wurden an zahlreichen javanischen Tempelreliefs Querflöten abgebildet. In der damaligen Literatur tragen diese Flöten aus Indien stammende Namen wie wangsi, bangsi und wenu. Das Wort suling ist erstmals 923 literarisch belegt, wobei unklar ist, ob eine Querflöte oder eine Längsflöte gemeint war.
Einige auf den Philippinen vorkommende Querflöten stammen aus der spanischen Kolonialzeit und eine weitere Querflöte auf der ostindonesischen Insel Ambon ist ebenfalls ein Produkt der Christianisierung. Ein gemeinsamer Ursprung der in einer Vielzahl von Formen und Spielweisen vorkommenden Flöten, deren Namen suling oder ähnlich lautet, ist nicht auszumachen.
Bambusflöten werden in Südostasien in der höfischen und der dörflichen Unterhaltungsmusik sowie in der Zeremonialmusik gespielt. Zur höfischen Musik gehören vor allem Metallophone und Gongs aus Bronze. Musikinstrumente aus Bambus werden dagegen vorzugsweise in ländlichen Gebieten hergestellt und gespielt. Zu ihnen zählen idiochorde Röhrenzithern (wie die sasando), Stampfrohre, Schlitztrommeln, Gefäßrasseln, Gleitrasseln (wie das angklung), das westjavanische Röhrenxylophon calung, Klappern, Maultrommeln und Rohrblattinstrumente.

## Bauform und Spielweise

### Zentral- und Ostjava

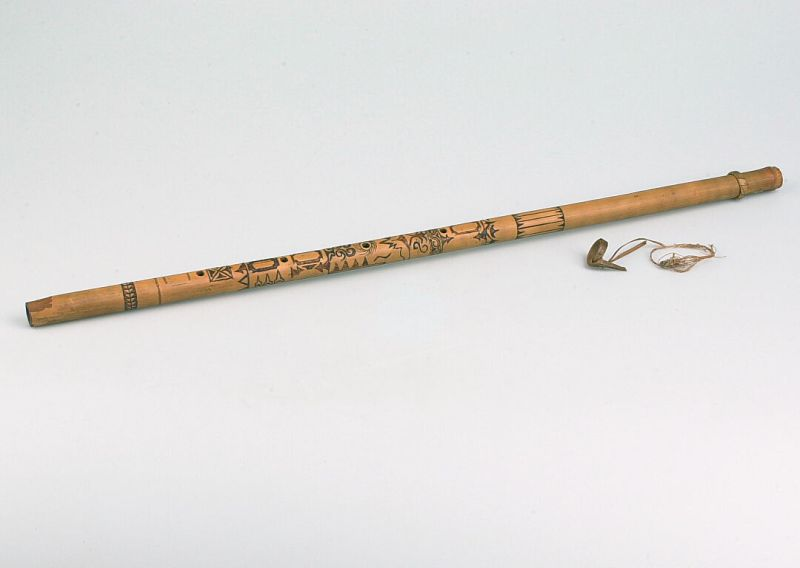
Außenkernspaltflöte, auch Bandflöte, ring flute, mit dem von der Anblaskante abgezogenen Rotangring. Aufnahme vor 1910.

Die javanische und balinesische suling ist eine am unteren Ende offene Längsflöte, die zu den Außenkernspaltflöten zählt. Das obere Ende ist durch einen Knoten (Nodium, indonesisch ros) verschlossen. An diesem Knoten wird an der Außenseite ein schmaler Splitter und am unmittelbar anschließenden Rohr eine fünf Millimeter lange, rechteckige Öffnung ausgeschnitten. Die dem Knoten gegenüberliegende Kante der Öffnung wird an der Innenseite angeschrägt. Ein über den ausgeschnittenen Streifen und die Öffnung gezogener Ring aus Bambusfasern oder Rotang lenkt die Blasluft nach dem Prinzip der Bandflöten durch die Spalte an der unteren Kante der Öffnung vorbei in die Röhre. Das Tonerzeugungsprinzip der Bandflöte kommt auch bei der burmesischen Bambusflöte palwei vor und ähnelt demjenigen der seltenen Doppelquerflöten (in Indien surpava).
Die javanischen suling sind nach der Tonart (meist sléndro oder pélog) und nach der Spielweise, in der sie verwendet werden, gestimmt und benannt. In Zentral- und Ostjava ist die suling 45 bis 52 Zentimeter lang und besitzt einen Durchmesser von 1,55 Zentimetern. Die suling sléndro kommt mit vier bis fünf Fingerlöchern aus, die suling pélog hat um das ehemalige Fürstentum Surakarta und weiter östlich fünf Fingerlöcher sowie um Yogyakarta und westlich sechs Fingerlöcher. Steht keine suling sléndro zur Verfügung, kann das zweite und fünfte Loch einer suling pélog mit sechs Fingerlöchern geschlossen werden. Hierdurch lässt sich bei entsprechender Übung der Tonvorrat einer sléndro-Stimmung erzeugen. Ein dritter Typ der suling auf Java ist die suling reog, welche in einem kleinen Ensemble die Reog genannten Tanzspiele mit Masken begleitet. Die suling reog ist kürzer und dicker als die anderen Flöten und besitzt drei Fingerlöcher. Eine ebenfalls suling genannte Querflöte mit sechs Fingerlöchern wurde nur in der Musik der zentral- und ostjavanischen Militärkapellen (prajurit-Musik) an den Fürstenhöfen gespielt, in Yogyakarta zusammen mit dem seltenen, konischen Einfachrohrblattinstrument puwi-puwi.
Gamelan bezeichnet eine Vielzahl von Ensembles der höfischen Musik der Städte sowie der städtischen und dörflichen rituellen Musik, in denen generell Buckelgongs aus Bronze, Metallophone, Trommeln, Saiteninstrumente, Xylophone, Gesangsstimme und als einziges Blasinstrument eine Flöte vorkommen können. Seit der zweiten Hälfte des 19. Jahrhunderts ist auf Java in der höfischen Unterhaltungsmusik die Kombination eines in sléndro und eines in pélog gestimmten gamelan üblich. Ein gamelan sléndro-pélog (oder gamelan seprangkat), das einen kompletten Instrumentensatz in beiden Tonarten enthält, besitzt also mindestens zwei Exemplare in jeder Größe eines Instrumententyps. Die in Zentraljava außer den Schlaginstrumenten und der Zither celempung mitwirkenden Melodieinstrumente, die einen Dauerton produzieren, sind einzig die zweisaitige Stachelgeige rebab (namensverwandt mit der orientalischen rabāb) und die suling.
Eine andere Einteilung der Instrumente erfolgt nach der Klangqualität in laut klingende Instrumente aus Bronze (Metallophone saron und slenthem, Gongreihe bonang) und in eine zweite Gruppe, die aus leise klingenden Instrumenten besteht. Hierzu gehören neben Gesangsstimmen das Metallophon gender, das Trogxylophon gambang, die celempung, die rebab und die suling. Die laut klingenden Orchester, die auch Doppelrohrblattinstrumente (In Westjava tarompet, in Zentral- und Ostjava selompret) verwenden, spielen im Freien bei Prozessionen und magischen Zeremonien, die leise klingenden Orchester spielen bevorzugt innen. Jede dieser beiden Instrumentengruppen sind manchmal mit den Gesangsstimmen in einem großen gamelan im Zusammenklang hörbar, ansonsten spielt im Wechsel jede Gruppe für sich. Den Anfang und Ende einer Komposition, den Basisrhythmus und Tempoänderungen im Verlauf des Spiels bestimmen die Fasstrommeln kendang. Die lauten Schlaginstrumente sorgen für den sich zyklisch wiederholenden, rhythmischen und melodischen Rahmen und produzieren die Hauptmelodie (balungan, „Gerippe“, melodisches Gerüst, das in einer einzelnen Melodielinie im Oktavabstand von mehreren Metallophonen gespielt wird), während suling, rebab und Gesangsstimmen mit ihrer Fähigkeit, anhaltende Töne zu produzieren, die Hauptmelodie umspielen und den linear-musikalischen Fluss der Zeit gewährleisten. Die Hauptmelodie bildet das zentrale Ordnungsprinzip der javanischen Musik allgemein; sie wird schichtweise durch die melodischen Ergänzungen anderer Instrumente zu einem heterophonen Gesamtklang aufgebaut. Dieses ausschmückende musikalische Element, bei dem eine gewisse Freiheit zur Improvisation besteht, heißt garap (wörtlich „arbeiten“) als Gegensatz zu balungan. Die suling zählt zu den garap-Instrumenten. Sie spielt gewisse melodische Phrasen, die rhythmisch in die von der Buckelgongreihe kenong und den großen Hängegongs vorgegebenen, musikalischen Hauptereignissen eingebettet sind.
Der Tonumfang einer javanischen suling beträgt zwar annähernd drei Oktaven, deutlich hörbar sind jedoch nur die überblasene zweite und dritte Oktave, während die ersten Töne der unteren Oktave kaum zu vernehmen sind. Den Gesamtklang eines gamelan kann die suling lediglich in der dritten Oktave durchdringen und nur die obersten beiden Töne sind stets deutlich über allen anderen Instrumenten und der Gesangsstimme zu hören. Diese Töne dienen daher als Signal oder verstärken das vom rebab-Spieler gegebene Zeichen für die übrigen Musiker, zum höher tönenden Part (ngelik oder lik) der Komposition zu wechseln. Die Melodien der suling werden so ornamentreich umspielt, dass ihre zugrundeliegende Tonfolge häufig kaum noch auszumachen ist. Manche Spieler lassen ihre Finger zwischen den Tönen sehr schnell über die Fingerlöcher laufen, sodass eine Art Tremolo entsteht.

### Bali

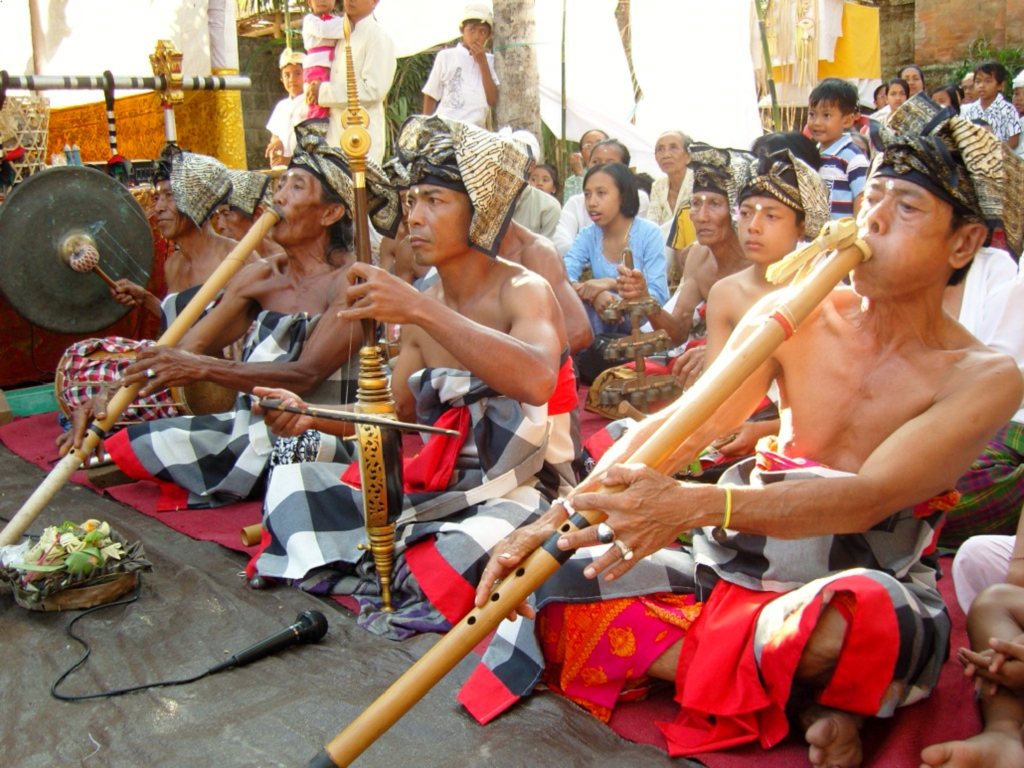
Gamelan gambuh mit den Flöten suling gambuh und der Streichlaute rebab im Dorf Budakeling im ostbalinesischen Regierungsbezirk Karangasem

Auf Bali werden zahlreiche Formen von gamelan gepflegt, einige davon gehören zu Tanztheaterstilen. Das vielleicht älteste Tanztheaterensemble ist, schriftlichen Quellen zufolge, das gamelan gambuh. Im 15. und frühen 16. Jahrhundert gelangten Kultureinflüsse des ostjavanischen hinduistischen Reiches Majapahit nach Bali. Palmblattmanuskripte deuten auf eine bis heute kaum veränderte Tradition des sehr formellen Stils, der als direkter Abkömmling der an den Herrscherhäusern und Adelspalästen von Majapahit aufgeführten Theaterstile gilt. Bis zur Einführung des gambuh fehlte den vorhinduistischen, balinesischen Tänzen das erzählende Element. Im gambuh werden auf einer provisorischen Bühne (kalangan) im Freien Episoden aus dem Leben des mythischen Prinzen Panji inszeniert, der auch in mehreren wayang-Theaterformen die Hauptrolle spielt.
Das begleitende gamelan gambuh stammt von den frühesten Orchestern ab, die in der altjavanischen Literatur beschrieben werden. Es hat seinen Namen von der etwa 90 Zentimeter langen, tief tönenden Längsflöte suling gambuh übernommen. Mit dem gamelan gambuh wurde auf Bali eine komplexe musikalische Form und eine enge Verbindung zwischen der Musik und den Tanzbewegungen eingeführt. Zwei bis vier, unisono spielende suling gambuh sorgen durch feine Tonhöhenunterschiede für einen vibrierenden Klang. Die Flöten mit Außenkernspalte werden mit Zirkularatmung geblasen; ihre sechs Fingerlöcher sind mit einem etwas größeren Mittelabstand in zwei Gruppen angeordnet und werden mit den Fingerkuppen oder dem mittleren Fingerglied abgedeckt. Sie spielen langgezogene Melodiefolgen, teilweise zusammen mit einer Streichlaute rebab, die von Schlaginstrumenten rhythmisch gegliedert werden. Die größeren Zeiteinheiten markieren hängende Buckelgongs, diese werden von rincik (auch ceng-ceng, Handzimbeln), kajar (liegender Gong) und den zweifelligen Fasstrommeln kendang rhythmisch ausgefüllt. Diese Instrumente werden manchmal durch gentorag (Glockenbaum) und gumanak ergänzt (kleine, zu einer Röhre gerolle Kupfer- oder Eisenbleche, die mit einem Stab angeschlagen werden). Zu jeder tanzenden Figur gehört eine eigene Melodiefolge mit einer bestimmten modalen Struktur (tetekep), welche dem Charakter angemessen ist. So wird etwa die schöne Prinzessin Candra Kirana durch die Musik als würdevoll, aber traurig charakterisiert.
Das zur Begleitung von Tanztheatern und Tänzen auftretende gamelan gegenggongan besteht aus der Bambusmaultrommel genggong, der Fasstrommel kendang, der Bambusröhrenzither guntang, den Zimbeln ceng-ceng und suling. Das gamelan pelegongan (palegongan) dient zur Begleitung des legong-Tanzes und anderer Tanztheater. In seiner heutigen, erweiterten Besetzung als gamelan legong bekannt, besteht das auf sléndro gestimmte Ensemble aus mehreren Metallophonen gendèr mit 13 Klangplatten, dem kleineren Metallophon saron, dem hängenden Gong kempur und weiteren Gongs. Hinzu kommen die leise klingenden Instrumente rebab und suling. Im ebenfalls auf sléndro gestimmten gamelan pajogedan werden die Metallophone durch leisere Xylophone mit Bambusplatten ersetzt. Auch die Flöte kommt darin vor. Der mythische Löwe Barong erscheint im Barong-Tanzdrama, das von einem ausschließlich für diesen Zweck gebildeten pentatonischen gamelan bebarongan begleitet wird. Dessen Instrumentarium entspricht dem Begleitorchester des Legong-Tanzes, wobei die dortige Buckelgongreihe trompong durch das Metallophon gender rambat mit 13 bis 15 Klangplatten ersetzt wird. Zu den beiden gender rambat kommen weitere Metallophone (jegogan und jublag), ein großer hängender Buckelgong (gong gede), der die musikalischen Zyklen markiert, eine Trommel (kendang), kleine Gongs, eine rebab und ein oder zwei suling mit sechs Fingerlöchern.
Eines der bekanntesten balinesischen Orchester ist das gamelan gong kebyar mit seiner äußerst schnellen und virtuosen Spielweise. Neben den Schlaginstrumenten gehören die Streichlaute rebab und eine lange, tief tönende suling dazu.

### Lombok
Die Musik von Lombok ist durch die hinduistische Nachbarinsel Bali im Westen und durch islamische Einflüsse geprägt. Aus Bali und Java stammen mehrere gamelan, große Ensembles mit Gongs und Metallophonen aus Bronze, an deren Stelle nach der strengen Auslegung des Islam Ensembles mit Rahmen- und Kesseltrommeln verwendet werden sollten. Die ein Meter lange Bambuslängsflöte suling mit sechs Fingerlöchern ist in mehreren gamelan das einzige, einen anhaltenden Melodieton produzierende Musikinstrument. Im alten Ritualorchester gamelan gendang beleq wird die suling gelegentlich durch das Doppelrohrblattinstrument preret ergänzt. Im gamelan wayang sasak, mit dem der Sagenzyklus Serat Menak Sasak als Schattenspiel aufgeführt wird, folgt die Flöte dem freirhythmischen Gesang des Erzählers (dalang) und führt das Orchester an. Dieses besteht aus mehreren Gongs, Metallophonen, einem Beckenpaar (rincik) und zwei Fasstrommeln (gendang).
Ein Vokalstil, der im 19. Jahrhundert in Lombok entstand und sich nach Ostbali ausbreitete, ist cepung. Der Sänger und Rezitator trägt Abschnitte aus der Sasak-Erzählung lontar monyeh („Affen-Manuskript“) vor, eine Version der in Indonesien weithin bekannten Geschichten um den Prinzen Panji. Begleitet wird er von einem Chor bestehend aus drei bis sechs Männern, der Flöte und der Streichlaute rebab oder redeb. Der Chor imitiert lautmalerisch die Instrumente eines gamelan (Trommeln, Buckelgongs). Zu später Stunde, wenn sich die Männer mit Palmwein (tuak) betrunken haben, beginnen sie wild zu tanzen.
Die suling ist das einzige Melodieinstrument, das zusammen mit Fasstrommeln (gendang) die Begleitmusik zum Kampftanz peresean liefert. Ansonsten kommt die Flöte in verschiedenen quasi-traditionellen Ensembles zur Unterhaltung von Touristen vor.

### Westjava

#### Gamelan Degung

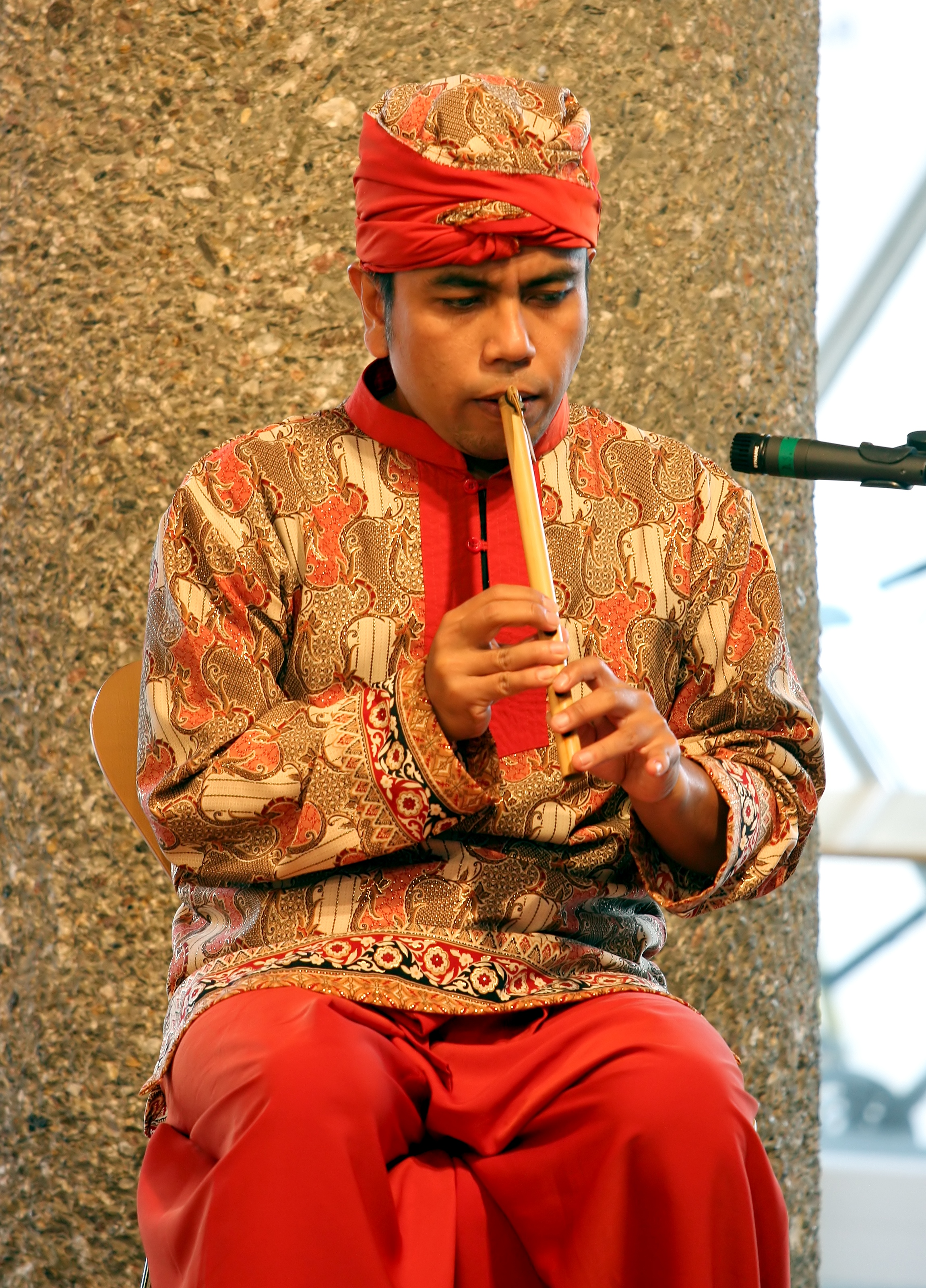
Suling degung, gespielt von einem Musiker der westjavanischen Gruppe SambaSunda

Als Musik Westjavas gilt in erster Linie die sundanesische Musik. Der angesehenste Ensembletyp ist das ehemals an den Herrscherhäusern gespielte gamelan degung. In früheren Jahrhunderten bestand das degung-Ensemble nur aus Bronzeinstrumenten und ein bis zwei Trommeln. Heute gehören in unterschiedlicher Zahl bonang (liegende Buckelgongs in zwei Reihen), saron (Metallophon), panerus (eine hoch tönende Variante des saron), cempres (eine Form des saron mit 14 Klangplatten), jengglong (mehrere hängende oder in einem Rahmen liegende Buckelgongs), goong (großer hängender Gong), ein Paar kendang und eine kleine Bambusflöte suling degung mit vier Fingerlöchern dazu.
Auch unter niederländischer Kolonialherrschaft blieb das degung-Ensemble in der ersten Hälfte des 20. Jahrhunderts weiterhin mit der sundanesischen Oberschicht verbunden. Als 1921 für eine Neuinszenierung der sundanesischen Volkserzählung Lutung Kaserung in Bandung ein Begleitorchester gesucht wurde, beschloss man, das ebenfalls sundanesische gamelan degung anstelle des ansonsten für Theaterproduktionen der städtischen Oberschicht üblichen, großen gamelan sléndro-pélog zu verwenden. Dieses wurde jedoch, um auf die bei Theaterstücken gewohnte Weise Melodien spielen zu können, um eine suling sowie um das Fasstrommelpaar kendang indung („Mutter-Trommel“) und kendang leutik („kleine Trommel“) ergänzt. Die aus der Kammermusik bekannte suling erwies sich als zu tief klingend und als zu leise. Daher wurde eine kürzere Flöte mit vier Fingerlöchern und knapp über 30 Zentimetern Länge eingeführt, die höher und lauter klingt. Die vier Fingerlöcher der suling degung sind ausreichend, um die fünf Tonstufen der pélog degung-Skala wiederzugeben. Die suling degung hat einen erreichbaren Tonumfang von zwei Oktaven. Bonang und suling spielen im gamelan degung die Hauptmelodie, die beiden saron schmücken die Melodie aus, die übrigen Schlaginstrumente setzen rhythmische Muster dazwischen und die kendang geben das Tempo vor.
In den 1970er und 1980er Jahren wurde dieses nunmehr „klassisch“ genannte Ensemble (degung klasik), in dem bislang nur männliche Musiker spielten, auch für Sängerinnen und Musikerinnen geöffnet und durch ein erweitertes Repertoire popularisiert, das auch Unterhaltungslieder beinhaltet. In dieses populäre Ensemble, degung kawih, wurde als weiteres Melodieinstrument die sundanesische Kastenzither kacapi aufgenommen.

#### Tembang Sunda
Tembang Sunda ist ein Gesangsstil, der sich aus der alten Rezitationskunst der epischen Erzählungen carita pantun vermutlich Anfang des 19. Jahrhunderts als höfische Kunstform entwickelte. Die Lieder handeln meist von Liebe, ohne gesellschaftliche Probleme anzusprechen. Im Hintergrund geht es um die Sehnsucht nach dem westjavanischen, hinduistischen Königreich Pajajaran, das von 1333 bis 1579 bestand und das als goldenes Zeitalter vorgestellt wird. Die weibliche Gesangsstimme wird von zwei Zithern, der größeren kacapi indung und der kleineren kacapi rincik, einer Stachelfidel rebab und einer suling begleitet. Tembang Sunda-Lieder werden überwiegend in der pélog-Stimmung aufgeführt, weitere Tonarten sind sorog und sléndro. Bei in sléndro vorgetragenen Liedern spielt keine suling mit, sie wird in diesem Fall durch eine rebab ersetzt. Die typische suling tembang (so benannt zur Unterscheidung von der suling degung) hat sechs Fingerlöcher und ist 62 Zentimeter lang (60 bis 65 Zentimeter Länge kommen vor). Die Saiten der kacapi werden üblicherweise nach einer 62 Zentimeter langen suling gestimmt (Der Stimmton heißt barang und entspricht etwa f1 mit 349 Hz). Will der Ensembleleiter die Tonhöhe vorgeben, so nennt er die Länge der entsprechenden Flöte.

#### Kacapi Suling
Das Ensemble kacapi suling entspricht dem tembang Sunda ohne Gesangsstimme. Die musikalische Form hat entfernte Wurzeln in einem höfischen Stil des 19. Jahrhunderts, sie wurde im 20. Jahrhundert als Ableger des tembang Sunda in javanischen Städten beliebt und verbreitete sich besonders durch Musikkassetten. Das Spiel einer suling (tembang) und von zwei oder drei kacapi hat einen gleichmäßigen, fließenden Charakter und dient als angenehm-unauffällige Hintergrundmusik in der Lobby eines Hotels oder als Pausenfüller im Rundfunk. Auf der Konzertbühne wird kacapi suling selten aufgeführt. Der suling-Spieler hat mehr Freiheiten als sonst, um zu improvisieren.

#### Baduy
Die wenige Tausend Mitglieder zählende Ethnie der Baduy leben in abgelegenen Dörfern im Süden der Provinz Banten. Die Bewahrung der eigenen animistisch-hinduistischen Tradition vor äußeren Einflüssen ist oberstes kulturelles Gebot vor allem der moderne zivilisatorische Errungenschaften ablehnenden „inneren Baduy“. Dennoch verwenden sie Musikinstrumente, die sämtlich auch in der sundanesischen Musik vorkommen, darunter die unterschiedlich großen Bambusflöten suling lamus, suling kumbang, elét und tarawélét. Abgesehen von der Maultrommel karinding dürfen ausschließlich Männer Musikinstrumente spielen. Die vier Bambusflöten werden nur solistisch eingesetzt, lediglich die 62 Zentimeter lange suling lamus mit sechs Fingerlöchern darf auch zusammen mit der kacapi und der Streichlaute rendo (bekannter unter dem Namen tarawangsa) gespielt werden. Die 20 Zentimeter lange elét mit fünf Fingerlöchern wird hauptsächlich von Jungen geblasen. Die suling lamus mit 62 Zentimetern Länge und sechs Fingerlöchern ähnelt der im tembang Sunda verwendeten Flöte mit Außenkernspalte. Die beiden Längsflöten werden mit Zirkularatmung gespielt. Die suling kumbang (indonesisch „Käfer-Flöte“) ist eine Querflöte mit zwei Fingerlöchern in der Mitte, 1,7 Zentimeter Innendurchmesser und einem geringen Tonumfang. Bei der Querflöte tarawélét mit 58 Zentimetern Länge und 2,4 Zentimeter Innendurchmesser befinden sich die beiden Fingerlöcher am unteren Ende der Spielröhre, etwa 38 und 43 Zentimeter von der Einblasöffnung entfernt.

#### Jakarta

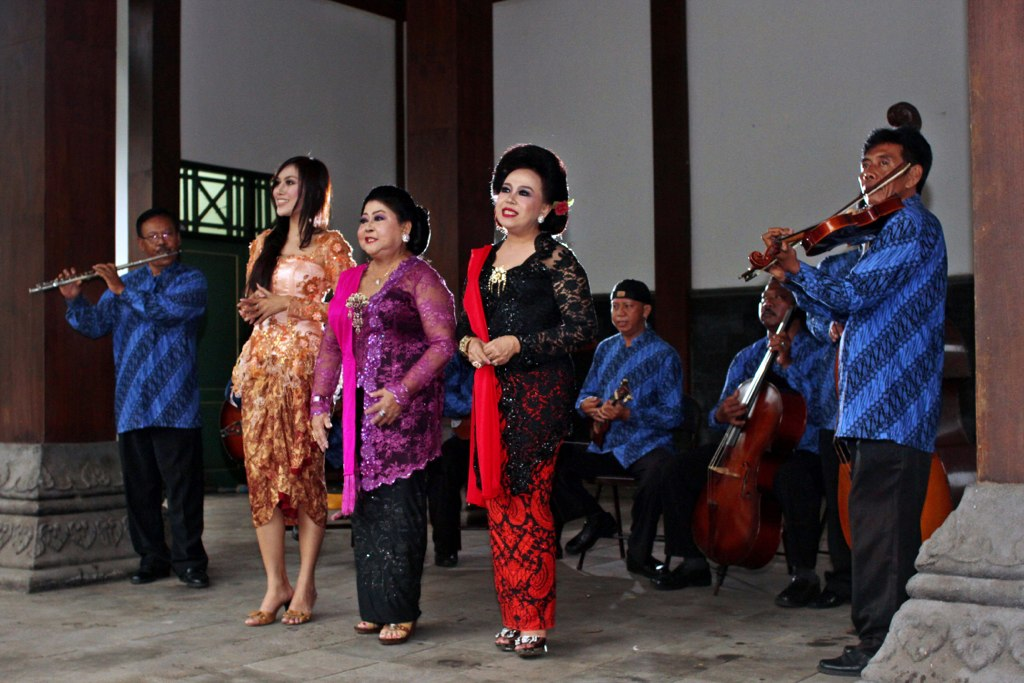
Die kroncong-Sängerin Waldjinah (Mitte) mit ihrem Ensemble (orkes keroncong) bestehend aus Querflöte, zwei kroncong, Cello, Kontrabass und Violine. 2013 in Den Haag.

Einige in Westjava gepflegte Musikstile zählen nicht zur sundanesischen Musik, sondern gehen auf eine Vermischung von javanischen mit europäischen, chinesischen oder orientalischen Einflüssen zurück, aus denen sich je nach Betrachtung eigenständige oder randständige, städtische Unterhaltungsmusikstile gebildet haben. Neben dem in der niederländischen Kolonialzeit eingeführten Blechblasorchester tanjidor gehört die unter dem älteren portugiesischen Einfluss in Jakarta entstandene Liedgattung kroncong (keroncong) zur Volksmusik der einfachen Leute, die in den dicht besiedelten Außenbezirken (kampong) der Landeshauptstadt leben. Mit den portugiesischen Handelsschiffen im 16. Jahrhundert kamen nicht nur europäische Seefahrer, sondern auch afrikanische und indische Sklaven. Viele von ihnen nahmen das Christentum an, erlangten die Freiheit und ließen sich in der Umgebung der Handelsposten nieder. Sie wurden portugiesisch merdequa, niederländisch mardijker, genannt (von Sanskrit maharddhika, „steuerbefreit“, später indonesisch merdeka, „frei“, „unabhängig“). Kroncong ist zunächst der indonesische Name für eine kleine, fünfsaitige Gitarre, die der ukulele aus Hawaii entspricht, und bezeichnet zugleich das hörbar von portugiesischer Musik beeinflusste Ensemble. Neben zwei kroncong gehören zu einem typischen Ensemble ein bis drei Gitarren, ein Violoncello, ein oder zwei Violinen, eine seruling genannte Querflöte, ein Rhythmusinstrument (Triangel und Rahmentrommel) und bei Bedarf eine Mandoline. Die eingängigen, von der Gesangsstimme, Violine und Flöte vorgegebenen, europäischen Melodien stehen in einem strikten 4/4-Takt, der auf dem ersten Schlag betont und kaum ornamentiert wird. Als typisches Beispiel für den alten kroncong-Stil, bei dem sich die Gitarren auf rhythmisch geschlagene Harmonien beschränken, gilt der Titel Kafrinyo. Im Zusammenspiel der Instrumente ergibt sich ein gefälliger, wenig überraschender Gesamtklang. Der Einsatz des Violoncellos ist jedoch eine Besonderheit. Es wird als Nachahmung der beidhändig geschlagenen Fasstrommel kendang gezupft.
Obwohl die Chinesen seit über einem Jahrtausend mit Indonesien in Kontakt stehen, blieb deren Einfluss auf die Musik insgesamt gering. Erst im 19. Jahrhundert entstanden unter den Auslandschinesen in Batavia (heute Jakarta) zwei chinesisch beeinflusste Musikstile: Das Tanztheater lenggo, das von drei Rahmentrommeln (rabana), einigen Violinen und der chinesischen yueqin („Mondlaute“) begleitet wird, und gambang kromong. Der Name des in den 1820er Jahren bekannt gewordenen Orchesters ist aus dem der beiden indonesischen Instrumente gambang, einem Xylophon mit 18 pentatonisch gestimmten Klangplatten, und kromong, einem Gongspiel von zehn in einer Doppelreihe liegenden Buckelgongs gebildet. Beide Instrumente werden neben der Gesangsstimme zur Melodiebildung eingesetzt. Hinzu kommen die indonesischen Perkussionsinstrumente kempul und goong (zwei hängende Buckelgongs), die Fasstrommel kendang und kecrek (an einem Holzkasten befestigte Zimbelpaare). Aus der chinesischen Musik stammen eine Streichlaute namens tehyan (chinesisch, weil der Bogen nicht über, sondern zwischen beiden Saiten geführt wird) und die kleine Querflöte suling. Diese Besetzung kann um diverse europäische Blasinstrumente (Trompete, Saxofon), Keyboard, E-Gitarre und Hawaiigitarre ergänzt werden. Aufgabe der Flöte (sowie der Trompete und Hawaiigitarre) ist, die Hauptmelodie zu umspielen.
Jaap Kunst (1949/1973) gibt für die im gambang kromong verwendete Querflöte den Namen bangsing (in nordindischen Sprachen bangsi, bansi, abgeleitet bansuri, von Sanskrit vamsha) an. Er unterscheidet beim gambang kromong eine Querflöte mit sechs, vier und zwei Fingerlöchern. Bangsing bezeichnet in Westjava auch eine 30 Zentimeter lange Schnabelflöte mit sechs bis sieben Fingerlöchern. Die übliche westjavanische Außenkernspaltflöte mit fünf Fingerlöchern nennt Jaap Kunst chalintu. Die Querflöte bangsing gehört wie die Gefäßflöte taleot oder die Maultrommel karinding zu den Instrumenten der lokalen dörflichen Musiktraditionen.
Eine suling gehörte ferner zum traditionellen Instrumentarium des Popmusikstils dangdut, zusammen mit Trommeln (kendang) und der Zupflaute gambus. Seit den 1960er Jahren kommen stattdessen westliche Instrumente, die meist elektrisch verstärkt sind, zum Einsatz.

### Sumatra

#### Minangkabau
In dem von Minangkabau besiedelten Hochland der Provinz Westsumatra sind mehrere Varianten der engeblasenen Außenkernspaltflöte saluang verbreitet, die mit dem meistgespielten Flötentyp von Java verwandt sind. Am häufigsten ist ihr durch Zirkularatmung ununterbrochener Einsatz als dezente Begleitung der langen epischen Gesänge saluang jo dendang. Gesangsstimme und Flöte gestalten mit wenigen Tönen eine melancholische Stimmung. Die Flöten sind typischerweise 65 bis 75 Zentimeter lang; die für die epischen Gesänge verwendete saluang darek ist 60 Zentimeter lang und besitzt vier Fingerlöcher. Die etwa 42 Zentimeter lange saluang pauah mit sechs Fingerlöchern, die 72 bis 80 Zentimeter lange saluang panjang mit drei Fingerlöchern und die weniger als 40 Zentimeter lange bansi mit sechs Fingerlöchern und einem Daumenloch sind Schnabelflöten. Die bansi wird besonders an der Südküste des Minangkabau-Gebiets zur Tanzbegleitung und bei Theateraufführungen verwendet, manchmal als Ergänzung in einem Ensemble mit talempong (kleine Buckelgongs in einer Doppelreihe) und rabano (mit der Hand geschlagene Rahmentrommeln).
Bambusflöten gehören zu unterschiedlichen magischen Ritualen. Wenn früher ein menschenfressender Tiger ein Dorf bedrohte, wurde ein entsprechend qualifizierter Schamane engagiert, der nahe einer für den Tiger im Dschungel angelegten Falle von einer saluang begleitet schöne, beruhigende Melodien sang, in denen er den Tiger für seine Eleganz und Intelligenz lobte und ihn einlud, in die Falle zu springen. Mit dieser Tat möge der Tiger seine durch das Töten von Menschen auf sich geladene Schuld an der Dorfgemeinschaft begleichen. Die vorislamischen, magischen Praktiken, mit Flöte und Gesang einen Tiger zu fangen, gehören auch in islamischer Zeit zur Tradition (asali) der Minangkabau.

#### Aceh
Weiter nördlich, im Gebiet Blangkejeren (im Regierungsbezirk Gayo Lues), begleitet ein canang situ („sieben canang“) genanntes Ensemble bestehend aus canang (liegende Buckelgongs) und einem Blasinstrument Tanzdarbietungen, Hochzeitsprozessionen und die Vorführung der Kampfkunst silek (eine Variante des malaiischen silat). Im dortigen Ensemble canang kacapi spielen bis zu fünf idiochorde Bambusröhrenzithern (kacapi) und eine Außenkernspaltflöte bansi. Die Gayo, die in Blangkejeren und im übrigen zentralen Hochland der Provinz Aceh leben, nennen eine Flöte bensi. In einem bei Hochzeiten und öffentlichen Zeremonien auftretenden Ensemble der Gayo spielen canang, idiochorde Bambuszithern (kacapi) und ein Satz gestimmter Trommeln (taganing) mit weiteren Gongs, einer Kegeloboe (serune) oder einer bensi und einer Rahmentrommel (guwel) zusammen.

#### Batak

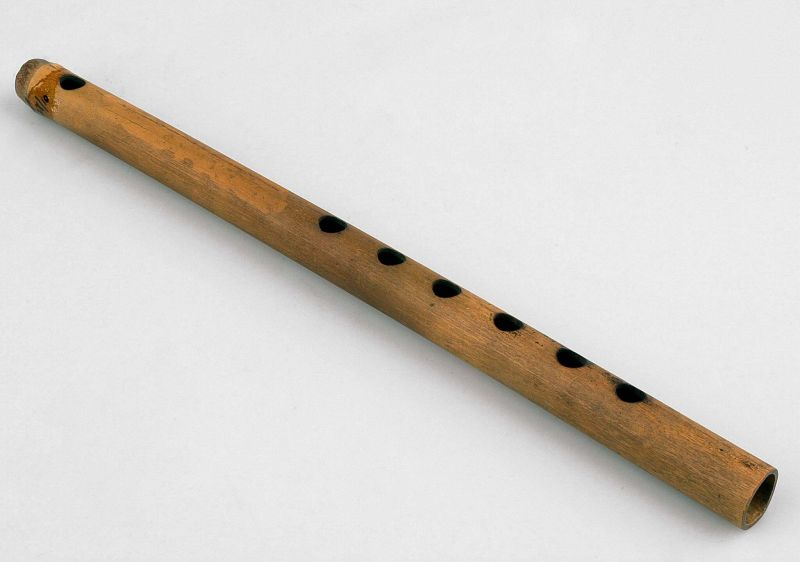
Bambusquerflöte suling der Batak mit sechs Fingerlöchern, vor 1936

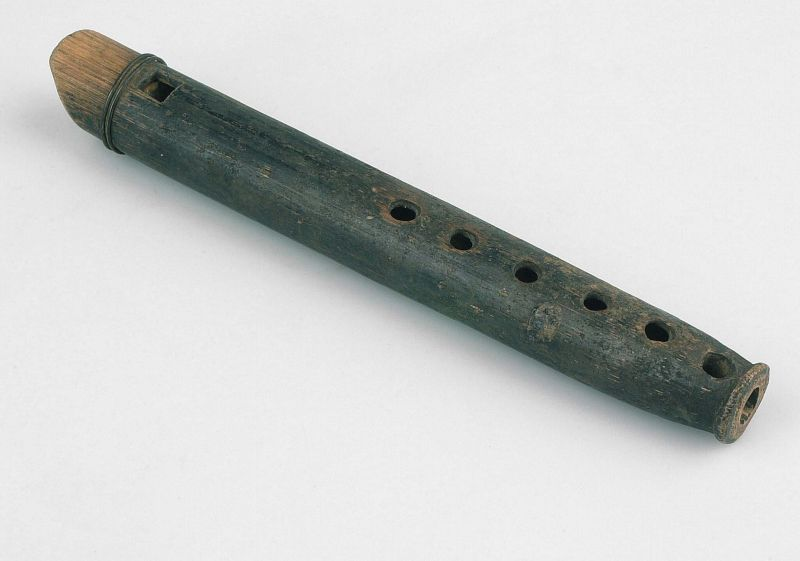
Schnabelflöte sinkadu der Mandailing an der Westküste Nordsumatras, vor 1936

Die zeremonielle Musik der Batak, die zur Tanzbegleitung und bei offiziellen Festveranstaltungen gespielt wird, heißt bei den Toba-Batak gondang, bei den Karo-Batak gendang, bei den Mandailing gorang und ähnlich bei den übrigen Batak-Sprachgruppen. Zu den Ensembles gehören allgemein unterschiedliche Buckelgongreihen, das Doppelrohrblattinstrument sarunei und Trommeln. Bei den Karo-Batak gibt es neben dem gendang sarunei noch das einfachere (mit preisgünstigeren Instrumenten ausgestattete) Ensemble gendang kenteng-kenteng, das aus zwei Bambusröhrenzithern (kenteng-kenteng), einer Porzellanschüssel als Schlagidiophon (mangkuk) und als Melodieinstrument einer Zupflaute (kulcapi) oder einer Flöte (beluwat) besteht. Die Mandailing kennen eine entsprechende Aufteilung in ein Orchester (gordang) für bedeutende Anlässe mit verschiedenen Gongs (ogung), Trommeln und einem Rohrblattinstrument (sarunei, serunei) und einem Orchester für kleinere Anlässe, das gondang boru oder gondang dua-dua genannt wird. Hierzu gehören eine Gesangsstimme, eine Querflöte suling oder ein Rohrblattinstrument. Die zeremoniellen Orchester haben eine stark einigende Funktion für die Gesellschaft gemäß der Tradition (adat).
Bei den Toba-Batak wird das mit Volksschauspielen umherziehende Wandertheater Opera Batak von einem uning-uningan-Ensemble begleitet, dessen eingängige, europäisch klingende Melodien von einer sarune na met-met („kleine Oboe“), zwei hasapi (Zupflaute), einem garantung (Xylophon), einem hesek-hesek (eiserne Aufschlagplatte, ersatzweise eine mit einem Nagel angeschlagene Bierflasche) und der Querflöte sulim erzeugt werden.
Bei den Simalungun-Batak gehörte früher zu der auf den Feldern zum Zeitvertreib oder zur Brautwerbung gespielten Musik ein Einfachrohrblattinstrument aus Bambus (sarunei buluh) oder eine Flöte: entweder die Bambusquerflöte sulim oder die etwa 45 Zentimeter lange, schräg gespielte sordam mit vier Fingerlöchern und einem Luftloch nahe der Anblasöffnung. Eine Botschaft an ein Mädchen sandte der junge Mann, wenn er nachts im Haus die Nasenflöte saligung blies, worauf das Mädchen mit den ebenso leisen Tönen einer Maultrommel antwortete. Die pentatonisch gestimmte saligung ist 37 Zentimeter lang, besitzt fünf Fingerlöcher und wird aus einem fünf Zentimeter starken Bambusrohr gefertigt. Neben diesen Flötentypen spielen die Batak noch die taratoa, eine Längsfläte mit Außenkernspalt, welche der javanischen suling entspricht. Sie besitzt anstelle des Rontangbandes einen Bambusring über der Kernspalte. Die verschiedenen Schnabelflöten der Batak heißen beluwat, belobat, lobat, singkadut, suling und tulila.

### Malaysia
Die meisten Flöten in Malaysia sind Längsflöten aus Bambus. Sie heißen suling, kesuling, seruling (längs geblasene Außenkernspaltflöten) und nabat (Schnabelflöte). Hinzu kommen zahlreiche Bezeichnungen durch einzelne Ethnien. Flöten und von den Portugiesen im 16. Jahrhundert eingeführte Violinen sind die hauptsächlichen Melodieinstrumente der traditionellen Musik auf der Malaiischen Halbinsel. Neben ihrem Einsatz in der Unterhaltungsmusik gehörten mit dem Mund geblasene Flöten zu Zeremonien, die mit Vorstellungen von Fruchtbarkeit und Wiedergeburt zusammenhingen, während Nasenflöten eine darüber hinausgehende, magisch-religiöse Bedeutung besaßen. Dies gilt für die suling und sangui genannten Nasenflöten der Orang Asli auf der Malaiischen Halbinsel sowie der selengut und turali in den Bundesstaaten Sarawak und Sabah. Die turali in Sabah und Sarawak wird beispielsweise beim Erntedankfest pesta menuai zu Ehren des Geistes der Reispflanze geblasen.
Im Verlauf des 20. Jahrhunderts wurden in der Musik der Städte die meisten Bambusflöten durch Flöten aus Metall nach europäischem Vorbild ersetzt. Die beiden beliebtesten traditionellen Tänze Malaysias heißen joget und ronggeng. Zum joget („Tanz“, auch „Tanzmädchen“) gehört das Ensemble joget gamelan, das aus einer Violine, einem Buckelgong (rhythmische Grundstruktur), mindestens zwei Rahmentrommeln (rebana) oder zweifelligen Fasstrommeln (gendang) und bei Bedarf einer Flöte besteht.

### Molukken

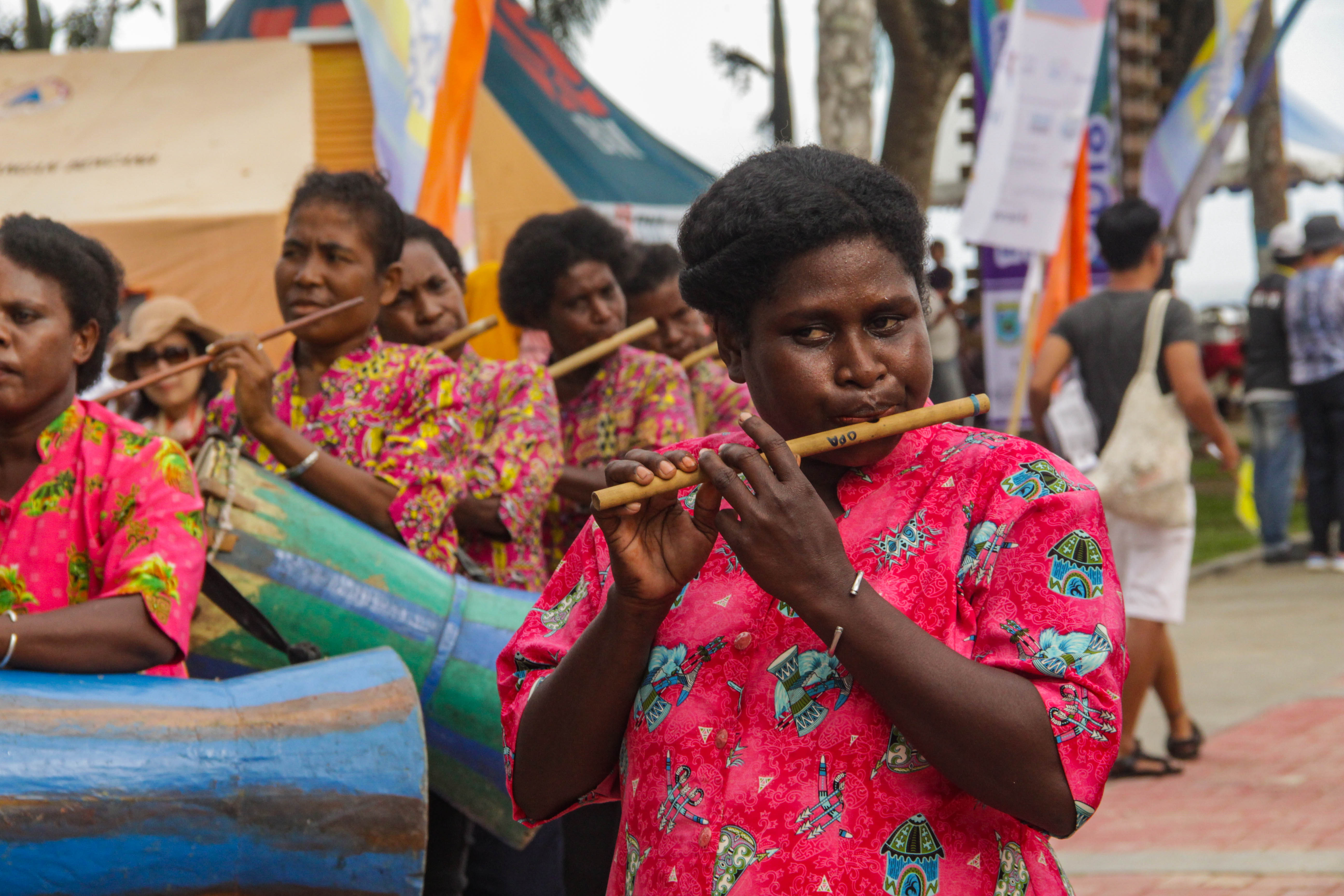
Suling Tambur, ein Kulturfest im der Westspitze Westneuguineas vorgelagerten Archipel Raja Ampat mit einer Prozession von Querflöten suling und Sanduhrtrommeln tambur (mit größerem Durchmesser als die traditionellen Sanduhrtrommeln tifa), 2018.

Auf der zu den Molukken gehörenden Insel Ambon hat sich unter dem Einfluss protestantischer Christen in einem muslimischen Umfeld eine besonders ausgeprägte, europäische Musikkultur etabliert. Die Musik im christlichen Gottesdienst und die bei Unterhaltungstänzen gespielte Musik wird von Formen geprägt, die im 19. Jahrhundert in den Niederlanden in Mode waren. Die Stimmung der Instrumente ist entsprechend ungefähr diatonisch. Die Orchester bestehen aus mehreren, unterschiedlich großen Bambusquerflöten (suling), einer Klarinette und diversen Blechblasinstrumenten lokaler Produktion.
Die relative Bevölkerungsmehrheit auf den Kei-Inseln bekennt sich zum römisch-katholischen Glauben. Diese Glaubensgemeinschaft scheint eine gewisse Form der traditionellen Musik stärker zu bewahren als die Muslime und Protestanten auf den Inseln. Die in den katholischen Gottesdiensten gepflegten Chorgesänge wechseln mit reinen Flötenensembles, die suling bambu („Bambusflöte“) spielen. Die savarngil ist eine nur 10 bis 20 Zentimeter lange Bambuslängsflöte mit sechs Fingerlöchern, die jeden der 52 bekannten traditionellen Tänze der Kei-Inseln begleiten kann.
Instrumental begleitete Tänze werden auf den Molukken häufig als sawat bezeichnet. Ein Tanzstil auf der Insel Buru heißt tiwal sawat nach der beteiligten Trommel tiwal, die notfalls durch die Rahmentrommel rebana ersetzt werden kann. Die weiteren Instrumente sind ein Gong und die Flöte savarngil. Die Flöte produziert die pentatonische Tonfolge C – D – E♭ – F – G.

### Sulawesi

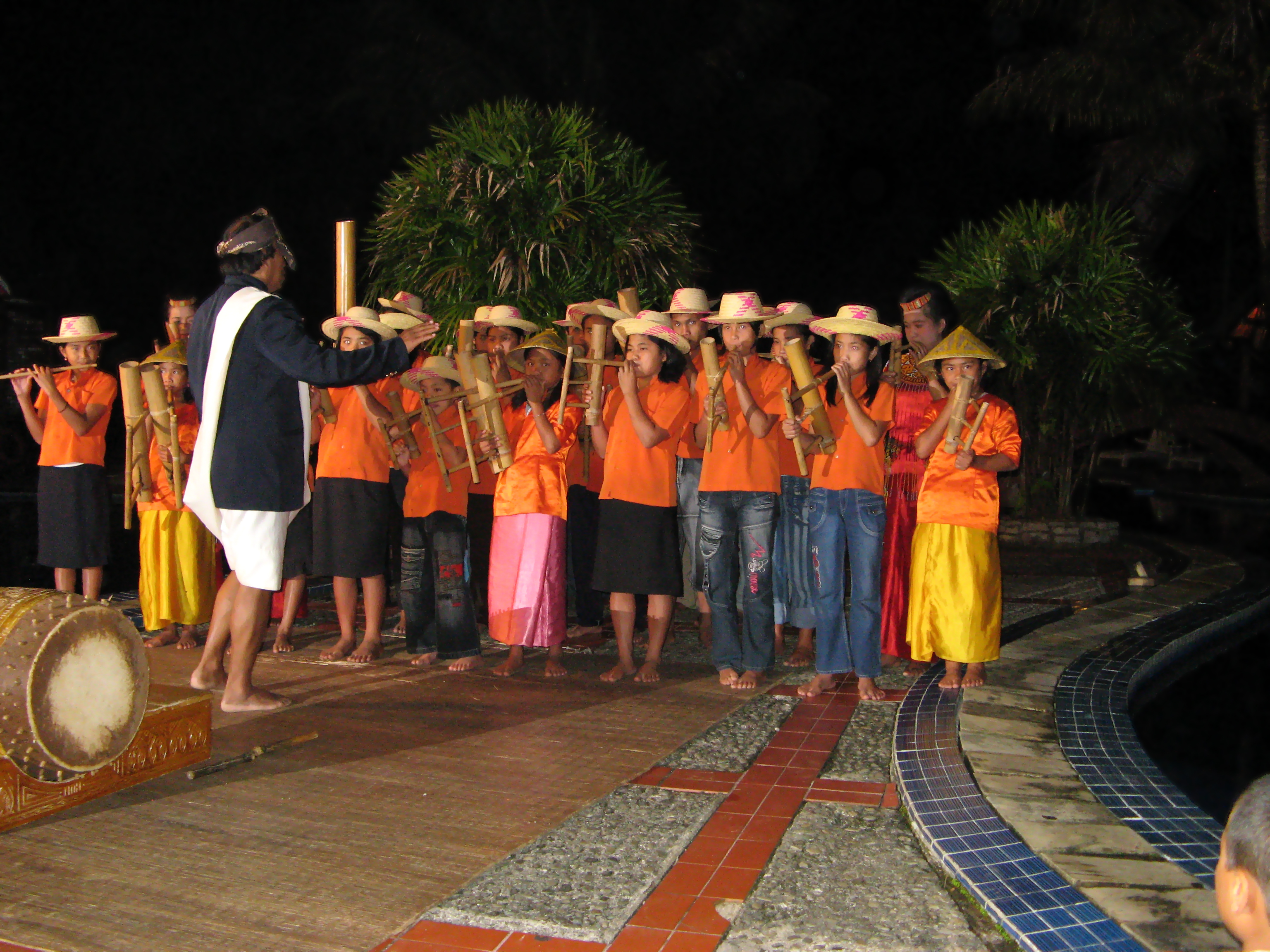
Ensemble musik bambu der Toraja. Angeblasene Bambusröhren pompang und Querflöte suling.

Im Süden von Sulawesi gibt es einige aus Java stammende Musikinstrumente. In muslimischen Gebieten finden sich Instrumente der islamischen Kultur wie die Rahmentrommel rebana und die Laute gambus, während in Gebieten mit christlichen Bevölkerungen die von der Insel Ambon bekannte Bambusquerflöte mit sechs Fingerlöchern gespielt wird. Mehrere dieser mit eingebrannten Linien ornamentierten Flöten bilden ein Flötenensemble. Frauen der Toraja führen einen Tanz auf, bei dem sie zugleich die Bambuslängsflöte suling nach javanischem Vorbild, die gestrichene Spießlaute arabebu (ansonsten rebab) und die Bambusschlaggabel rere spielen. Letztere soll Geister vertreiben können und darf nur nach der Reisernte verwendet werden, um diese nicht zu gefährden.
Die längste endgeblasene Flöte der Toraja heißt suling lembang. Sie besitzt sechs Fingerlöcher, einen angesetzten Schalltrichter aus Büffelhorn und wird vor allem von professionellen Musikern zusammen mit Gesangsstimmen in einem mámarakka-Ensemble bei Beerdigungen eingesetzt. Die meist unisono eine pentatonische Tonfolge spielenden Flöten dieses Ensembles erzielen durch Überblasen einen Tonumfang von drei Oktaven. Die Bugis nennen eine solche Flöte basing bugisi.
Das aus Querflöten bestehende Ensemble heißt musik bambu (auch musik pompang oder bas musik). Die eingängigen europäisch-christlichen Flötenmelodien werden von angeblasenen Bambusröhren pompang, die einen einzelnen dumpfen Ton hervorbringen, mit einem geradzahligen Rhythmus unterlegt. Solche Ensembles spielen bei allen öffentlichen Gelegenheiten – bei Begräbnisfeiern, um Gäste zu begrüßen oder vor Touristen – und werden als alte Toraja-Tradition dargeboten, auch wenn Querflöten erst Anfang des 20. Jahrhunderts von Missionaren und Lehrern aus den Molukken eingeführt wurden. Als Lehrstoff im Unterricht benannten Torajas die Flöten als suling wajib („vorgeschriebene/verbindliche Flöte“). Die Flötenmusik übte einen starken Einfluss auf die Christianisierung der Schulkinder aus.
In den Regierungsbezirken Mamasa und Tanah Toraja kommen suling rapi genannte Doppelflöten mit Außenkernspalte vor. Die beiden ungleich langen Bambusröhren sind durch Rotangfasern miteinander verbunden. Die längere Spielröhre besitzt fünf Fingerlöcher, die kürzere Röhre hat keine Fingerlöcher und produziert zur Melodie einen hohen Bordunton. Dieser äußerst seltene Flötentyp kommt ansonsten noch auf der Insel Flores mit dem regionalen Namen doa („zwei“) vor. Dort werden zwei 30 Zentimeter lange Spielröhren mit jeweils drei Fingerlöchern von einem Musiker geblasen. Zwei andere Flöten ungleicher Länge werden auf Flores ebenfalls paarweise gespielt.

### Philippinen

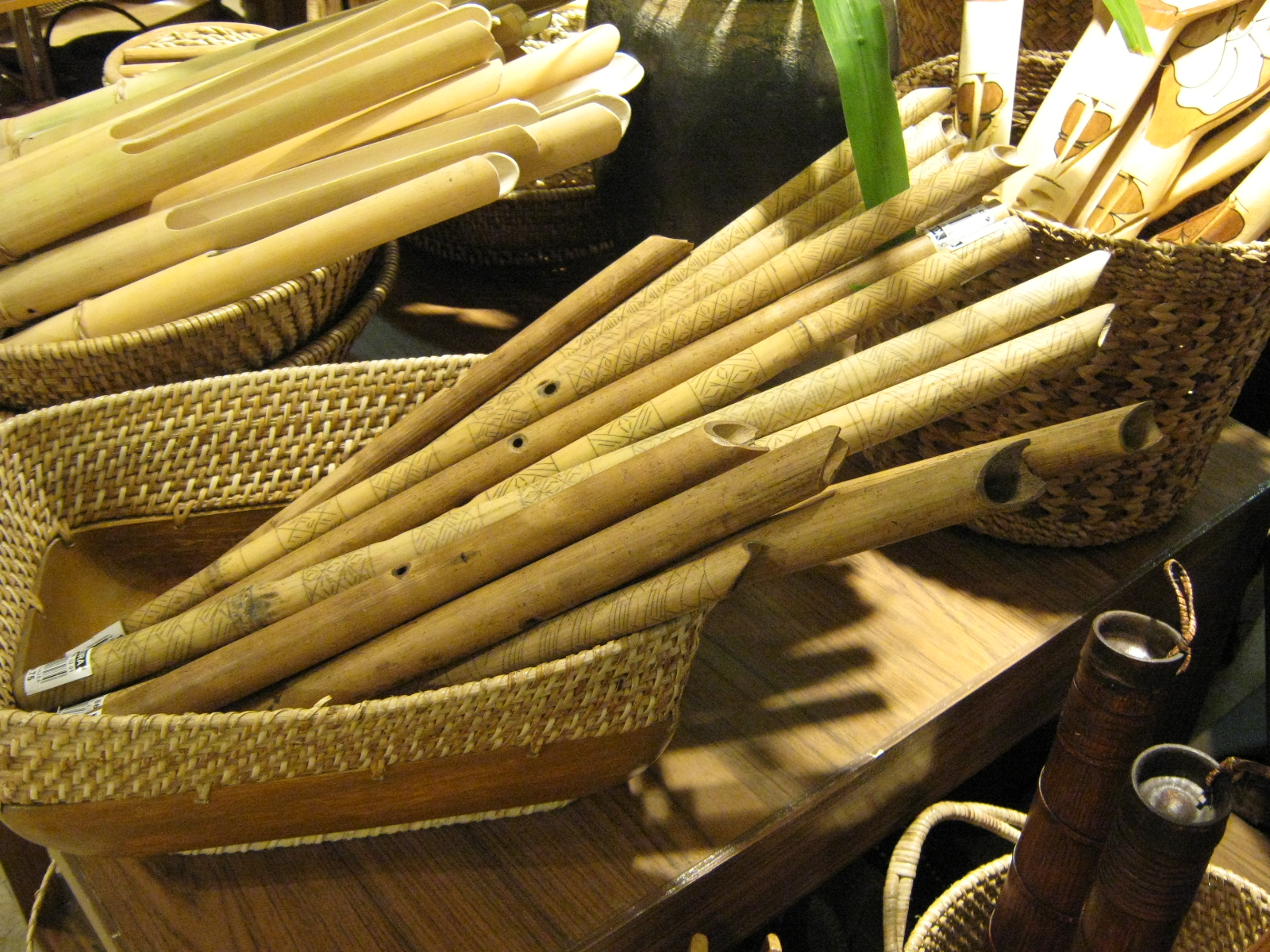
Tumpong aus Mindanao, eine lip valley flute

Auf den Philippinen sind Bambusflöten weit verbreitet. Hauptsächlich auf der nördlichen Insel Luzon kommen schräg angeblasene Nasenflöten vor (tongale, enonggol, innung-ngor, bali-ing bei den Igorot; kaleleng, kurareng bei den Bontok und Kankanai und ungiung bei den Ifugao). Die mit dem Mund geblasenen Längsflöten werden in die Hauptgruppen lip valley flute, Schnabelflöte und Außenkernspaltflöte (ring flute) eingeteilt.
Die lip valley flute ist eine tiefgekerbte Kerbflöte, bei welcher die Anblaskante an der Unterseite in einem weiten Bogen so ausgeschnitten ist, dass sie sich der Form der Unterlippe anpasst. Ihre Länge kann über einen Meter betragen bei einem Innendurchmesser von etwa zwei Zentimetern. Das untere Ende des Luftkanals wird durch ein Nodium bestimmt, das Flötenrohr ist – ohne Einfluss auf die Tonerzeugung – aus optischen Gründen länger. Es gibt drei Fingerlöcher in der oberen Hälfte und ein Daumenloch ungefähr in der Mitte. Die drei Fingerlöcher sind jeweils im Abstand des äußeren Rohrdurchmessers zueinander und zum Daumenloch positioniert. In Luzon trägt die lip valley flute Namen wie abalao, sinongyop bei den Bontok; balding, paldong, enoppok bei den Kalingga (Igorot); tipano, paldeng bei den Isnag und taladi bei den Ibaloi. Der Flötentyp kommt im ganzen Land vor, in der südlichen Provinz Maguindanao als tumpong und als palendag.
Die kurzen Schnabelflöten sind seltener. Der Spieler bläst durch den schmalen Kanal eines Holzpfropfens gegen eine dahinter liegende Schneidekante und erzeugt mit üblicherweise drei Fingerlöchern und einem Daumenloch einen hohen, schrillen Ton, der besonders bei Jungen beliebt ist. Schnabelflöten sind in Luzon als olimong bei den Kalingga, als kallaleng bei den Balangao, als teptepew bei den Bontok sowie als ongiyong und tappang bei den Ifugao bekannt.
Die philippinischen Außenkernspaltflöten (ring flutes), die dem javanischen Typ entsprechen, heißen in vielen Regionen suling. Sie sind vor allem auf Mindanao und auf den umliegenden Inseln der südlichen Philippinen unter muslimischen Ethnien verbreitet: bei den Manobo (Lumad) und in der Provinz Maguindanao bei den Tiruray und anderen sowie bei den Tausug, Yakan und Bajau auf dem Sulu-Archipel. Daneben existieren auf Mindanao lokale Bezeichnungen wie dagoyong in der Sprache Higaonon, glantoy, seleli und thulali auf Subanon, falandag und pulundag auf Blaan, kinsi und kunsi auf Bukidnon (Lumad) und lantey, poluypoy und saguysuy in der Sprache Manobo. Die kunsi besitzt vier Fingerlöcher und die lantoy drei Fingerlöcher und ein Daumenloch. Die auf Subanon glantoy genannte Flöte kommt in der Provinz Zamboanga del Norte mit zwei Fingerlöchern und einem Dauemloch vor. Die suling-Typen sind ähnlich lang wie die lip valley flutes, sie werden mit gefühlvollen Melodien zur eigenen Unterhaltung von beiden Geschlechtern gespielt.
Es kommen auf den Philippinen weitere Längsflötentypen, Panflöten und wenige Querflöten vor. Letztere sind meist Übernahmen europäischer Querflöten (flauta, plawta und tipanu) und werden vor allem in Regionen gespielt, die unter spanischem Kolonialeinfluss standen.
Die suling von Maguindanao ist auf eine hemitonische Skala (Fünftonskala mit Halbtonschritten) gestimmt. Die Liedtitel drücken ein Gefühl von Sorge und Traurigkeit aus. Die sehr lange Kerbflöte palendag (auch pulala) in derselben Region ist dagegen auf eine anhemitonische Skala (ohne Halbtonschritte) gestimmt und die mit ihr gespielten Melodien besitzen keine Titel. Die dinaladay genannte, anhemitonische Skala der palendag wird für die Beschreibung der Natur und des Alltags verwendet, während die hemitonische Skala binalig der suling zum Ausdruck von Gefühlen wie Traurigkeit, Glück, Liebe und zur Brautwerbung geeignet scheint. Die beiden Tonskalen, die klar getrennt nach der musikalischen und gesellschaftlichen Funktion der Lieder eingesetzt werden, kommen auch bei der zweisaitigen Bootslaute kutiyapi vor. In der Provinz Palawan wird eine kleinere Version dieser Laute ohne Halbtonschritte für Lieder eingesetzt, in denen es um Naturbeobachtung geht, während die wesentlich größere und tiefer klingende, gleichnamige Laute mit der hemitonischen kulilal-Skala ausschließlich für Liebeslieder verwendet wird.